# Olga Horn de Arruda
Olga Horn de Arruda (Laguna, 17 de outubro de 1909 — Braço do Norte, 8 de dezembro de 1983) foi uma educadora e política brasileira.

## Vida
Filha de Júlio Maria Horn. Casou com José Estevão de Arruda.

## Carreira
Iniciou a carreira de professora em Brusque, em 1931.
Foi eleita vereadora em Braço do Norte, de 15 de novembro de 1954 a 22 de junho de 1955, quando a criação do município foi declarada inconstitucional, e Braço do Norte voltou a ser distrito de Tubarão.
Após a recriação definitiva do município, foi vereadora na 1ª legislatura (1956 — 1960), na 2ª legislatura (1960 — 1965), e na 3ª legislatura (1965 — 1969).
Foi diretora do Grupo Escolar Dom Joaquim Domingues de Oliveira, de 1947 a 1971. Está sepultada no Cemitério Municipal de Braço do Norte.